# Kalmankantaja
Kalmankantaja (fin. Todesbringer) ist eine finnische Depressive/Atmospheric-Black-Metal-Band.

## Geschichte
Die Band bestand von 2011 bis 2014 aus Grim666 (alle Instrumente) und Nagh (Gesang), der die Band 2014 verließ. Seit 2016 ist Tyrant Sänger der Band, in der zudem zeitweise auch unterschiedliche Schlagzeuger spielten. Kalmankantaja hat seit ihrer Gründung pro Jahr mehrere Tonträger veröffentlicht, u. a. auf den Labels War Against Yourself aus Italien und GS Productions aus Russland. In ihrem 2016er-Album Waldeinsamkeit setzte sich mit der Waldeinsamkeit – einem Aspekt des Motivs der Einsamkeit – auseinander.
Multiinstrumentalist Grim666 ist zusätzlich in weiteren Projekten aktiv, so in der von ihm 2015 gegründeten Band Grimirg.

## Stil
Bei Waldhalla wurde der frühe Stil der Band im Rahmen einer Rezension zum Album Demonwoods (2017) als „depressiver Black Metal“ bezeichnet, der sich über die Zeit eher in den „atmosphärischen Sektor“ bewegt habe.

## Diskografie
(ohne Kompilationen; einige Veröffentlichungen wurden später auf anderen Labels oder in anderen Formaten re-released)

### Demos
- 2011: Elämä on kuoleva huora
- 2011: Tekopyhyyttä pyhässä temppelissä
- 2011: III
- 2016: Kylmään hylätyt
- 2017: Demo IV

### EPs
- 2011: Tekopyhyyttä pyhässä temppelissä
- 2011: III
- 2015: Metsänkulkija
- 2015: Metsäkalmisto
- 2016: Metsäkalmisto
- 2018: Tuulikannel
- 2021: For the Glory of Death
- 2021: Uniani
- 2022: Talvisota
- 2023: Unohdettu

### Alben
- 2013: Kuolonsäkeet (Kunsthauch)
- 2013: Elävältä haudattu (Self Mutilation Services)
- 2014: Ikuinen taival  (Self Mutilation Services)
- 2014: Ahdistus (War Against Yourself Records)
- 2014: Musta lampi (Kunsthauch)
- 2014: Viimeinen virsi (Kunsthauch)
- 2015: Muinainen (War Against Yourself Records)
- 2016: Waldeinsamkeit (War Against Yourself Records)
- 2016: Tyhjyys (Wolfspell Records)
- 2017: Demonwoods (Wolfspell Records)
- 2017: Routamaa (Wolfspell Records)
- 2019: Kaski (Wolfspell Records)
- 2019: Korpi (Wolfspell Records)
- 2020: Nostalgia I: Bones and Dust (Funeral Industries)
- 2020: Nostalgia II: My Kingdom (Funeral Industries)
- 2020 Talventuoja (Hammerbund)
- 2020: Viimeinen virsi II: Sairaan sielun sanat (Funeral Industries)
- 2021: Nostalgia III: Surun syntysija (Funeral Industries)
- 2021: Waeltaja (Korpituli Productions)
- 2022: Metsäuhri (Korpituli Productions)
- 2022: Ahdistus MMXXI (Misantropia Records)
- 2022: Waiennut (Korpituli Productions, Wolfspell Records)
- 2023: Second Death (Misantropia Records)
- 2023: Surun saattomailla (Hammerbund)
- 2023: Kohti valon kuolemaa (Wolfspell Productions)

### Singles
- 2016: Metsänkulkijan paluu
- 2016: Varjosielu
- 2019: Ruumiinvaellus
- 2021: Veri josta routa kasvaa
- 2021: Kun täältä lähden
- 2022: Taivas palaa

### Split-Alben
- 2014: Unjoy / Kalmankantaja
- 2015: Kalmankantaja / Worthless Lament
- 2015: Kalmankantaja / V-Khaoz
- 2015: Vardan / Kalmankantaja
- 2015: Kalmankantaja / Hermóðr
- 2015: Kalmankantaja / Oþalan
- 2016: Kalmankantaja / Wyrd
- 2017: Gratzug / Kalmankantaja
- 2018: Ikuinen tuli (mit Iku-Turso)
- 2019: Essence of Black Mysticism (mit Drudensang und Hiisi)
- 2022: Kalmankantaja / Hadak Ura
- 2024: Kalmankantaja / Somber Winds
- 2024: Return to Nothingness (mit Askeesi)